# Pétrographie
Pétrographe, pétrographique
La pétrographie est la science ayant pour objet la description des roches, l'analyse de leurs caractères structuraux, minéralogiques et chimiques, et les relations de ces roches avec leur environnement géologique.
Par sa démarche phénoménologique, la pétrographie se démarque de la pétrologie, discipline mettant l'accent sur les phénomènes de genèse, mise en place et altération des roches décrites statiquement par ailleurs.
Une personne spécialisée en pétrographie est un pétrographe. Ce qui se rapporte à la pétrographie est qualifié de pétrographique.

## De la pétrographie à la pétrologie
Pendant des siècles, les roches sont étudiées au niveau de leurs caractères macroscopiques et leurs propriétés sont déterminées par différentes manipulations (tests de dureté, de cohérence, de porosité, de perméabilité, de gélivité…) mises au point par des minéralogistes.
La minéralogie a ainsi considérablement contribué à l'essor de la pétrographie à partir de la fin du XVIIIe siècle, période qui voit les deux disciplines se dissocier lorsque des différences fondamentales sont mises en évidence entre les roches « ignées », les roches sédimentaires et les roches métamorphiques (pétrographie macroscopique et descriptive dont la paternité scientifique est attribuée (en) à Werner et ses disciples de l'école allemande de Freiberg). La pétrographie ne reçoit le statut de science qu'à la fin du XIXe siècle grâce aux relais successifs de trois écoles, anglaise, allemande et française qui, en intégrant différentes techniques et technologies (en premier lieu les lames minces et le microscope polarisant qui permettent d'observer les roches ne pouvant être étudiées et comprises qu'à travers leurs diverses composantes microscopiques), font émerger l'ère de la pétrographie microscopique (en).
Les deux termes de pétrographie et de pétrologie reflètent surtout le développement historique de la science des roches : historiquement, la première discipline est la pétrographie qui depuis la fin du XVIIIe siècle décrit ces roches (en ce qui a trait aux structures, textures, compositions, etc.) et leurs relations avec l'environnement géologique, alors que la pétrologie est une science qui se développe au XXe siècle et se démarque de la première par sa démarche phénoménologique, en expliquant les processus pétrogénétiques à l'origine des roches. Ainsi la distinction entre pétrographie et pétrologie est-elle parfois considérée comme dépassée :

« […] le nouveau nom était un anglicisme, ou plutôt un américanisme, puisque le terme de « petrology » a été créé en 1902, pour qualifier la chaire attribuée à Joseph Paxon (1857-1920) par l'université de Chicago. En fait, cette différence entre description et interprétation […] est parfaitement spécieuse : tout scientifique cherche à interpréter ce qu'il a décrit, en fonction des connaissances de l'époque et des données dont il dispose. Mais, dans le cas présent, les deux noms, consacrés par l'usage, se justifient. »

— Jacques Touret, L'essor de la géologie française.

## Description pétrographique d'une roche magmatique
L'étude complète d'une roche magmatique s'effectue à différentes échelles. Les informations recueillies sont complémentaires et permettent de retracer ses conditions de mise en place et son origine.
- À l’échelle du massif : le gisement
- À l’échelle de l'affleurement : le débit
- À l’échelle de l'échantillon : la structure
- À l’échelle des minéraux : la texture

## Description pétrographique d'une roche sédimentaire
Une roche sédimentaire peut être détritique, carbonatées ou évaporitique. Chaque type dispose de ses propres critères de description pétrographique.

### Roche sédimentaire détritique
Principalement grès (fins à grossiers), brèches, conglomérats, silts et argiles.
Les principaux critères de classement des roches sédimentaires détritiques sont :
- présence/nature du ciment/matrice ;
- QFL (ratios comparés des populations de Quartz/Feldspaths/lithiques[4]) ;
- taille des grains, sorting ;
- angularité des grains ;
- nature des populations lithiques.

Les roches siliciclastiques peuvent être nommées et décrites avec la classification de Dott, de Pettijohn ou de Folk.

### Roche carbonatée
Les roches carbonatés sont décrites avec les critères de la classification de Folk pour les carbonates et de la classification de Dunham.